# Bahnhof Stuttgart-Rohr
Der Bahnhof Stuttgart-Rohr liegt an der Bahnstrecke Stuttgart–Horb sowie der Bahnstrecke Stuttgart-Rohr–Filderstadt und ist seit 1985 eine Station im Netz der S-Bahn Stuttgart. Betrieblich gesehen ist er ein Bahnhofsteil des Bahnhofs Stuttgart-Vaihingen.

## Geschichte
Als die Königlich Württembergischen Staats-Eisenbahnen im September 1879 die Strecke von Stuttgart nach Freudenstadt eröffneten, sahen viele Einwohner Rohrs nur den Nachteil des neuen Verkehrsmittels. Einige Bauern waren für den Streckenbau enteignet worden und die Eisenbahn würde nur Lärm und Gestank bringen. Doch als im Nachbarort Vaihingen die Industrialisierung begann und die Pendler aus Rohr den dortigen Bahnhof nutzten, erkannte man auch den Vorteil.
Im Jahr 1906 wurde der Haltepunkt Rohr, später um den Zusatz (Württ) ergänzt, in Betrieb genommen. Das Empfangsgebäude war ein einstöckiger Backsteinbau mit einem Warte- und einem Dienstraum am damaligen Gleis 1 Richtung Böblingen.
Zu jener Zeit wollten die Gemeinde, wie Degerloch, zu einem Luftkurort werden. Es kam zur Gründung eines Fremdenverkehrsvereins. Dieser wollte auf der Rohrer Höhe ein Kurhaus erbauen. Zur besseren Abfertigung der anreisenden Kurgäste erhielt der Haltepunkt deshalb 1915 eine Verladestelle für Gepäck. Die Anpreisung als Luftkurort brachte jedoch nur für eine kurze Zeit den erhofften Erfolg und die Ideen des Fremdenverkehrsvereins scheiterten letztendlich an Geldmangel.
Seit Oktober 1920 zweigt zirka 600 Meter südlich des Haltepunkts die Strecke nach Echterdingen ab. 1935 erfolgte die erste Umbenennung der Station in Rohr (b Stuttgart). Am 1. Oktober 1936 erfolgte die Eingemeindung Rohrs nach Vaihingen auf den Fildern. Dies führte zur zweiten Umbenennung in Vaihingen-Rohr, allerdings erst 1939. Als es 1942 zur Eingemeindung Vaihingens nach Stuttgart kam, änderte sich der Name abermals in Stuttgart-Rohr.
Ab 1982 begann die Deutsche Bundesbahn mit dem viergleisigen Ausbau der Strecke zwischen der Einmündung der Verbindungsbahn und dem Abzweig nach Echterdingen. Diesem Ausbau fiel 1984 das Empfangsgebäude zum Opfer. Die beiden Außenbahnsteige wurden durch einen Mittelbahnsteig ersetzt.
Im Südkopf des Bahnhofs liegt ein Unterwerk, das durch einen 2021 beantragten Neubau südlich der Bundesautobahn 8 ersetzt werden soll. Ein entsprechendes Planfeststellungsverfahren war Ende 2021 im Gange. Vom 2. Januar bis 1. Februar 2024 liegen die entsprechenden Planunterlagen zur Einsicht aus und sind auch online abrufbar.
Südlich des Bahnhofs liegt die geplante Rohrer Kurve, die im Rahmen von Stuttgart 21 den Fern- und Regionalverkehr von und nach Horb in Richtung Bahnhof Stuttgart Flughafen/Messe umleiten soll. Dieses Vorhaben wird voraussichtlich durch den geplanten Pfaffensteigtunnel nicht mehr realisiert.

## Bahnbetrieb
Die Station verfügt über einen Inselbahnsteig, der vom Durchlass in der Osterbronnstraße und der Unterführung in der Egelhaafstraße zu erreichen ist und wird von den S-Bahn-Linien S1, S2 und S3 bedient. Gleis 2 ist den S-Bahnen Richtung Herrenberg beziehungsweise Flughafen/Messe zugeordnet, Gleis 3 denen Richtung Stuttgart Hbf. Die Gleise 1 und 4 dienen durchfahrenden Zügen und haben keine Bahnsteige. Rohr ist Umsteigestation zwischen den Linien S1 und S2/S3.
Die Station Stuttgart-Rohr ist der Preisklasse 4 zugeordnet.

### S-Bahn
| Linie | Laufweg | Taktfrequenz                               |
| ----- | --- | ------------------------------------------ |
| S 1   | Kirchheim unter Teck – Wendlingen – Plochingen – Esslingen – Neckarpark – Bad Cannstatt – Hauptbahnhof – Schwabstraße – Vaihingen – Rohr – Böblingen – Herrenberg (Verstärkerzüge montags–samstags zwischen Esslingen und Schwabstraße; zur Hauptverkehrszeit zwischen Plochingen und Herrenberg.) | 30-Minuten-Takt 15-Minuten-Takt in der HVZ |
| S 11  | Neckarpark – Bad Cannstatt – Hauptbahnhof (tief) – Schwabstraße – Vaihingen – Rohr – Böblingen – Herrenberg | Nur zu Heimspielen des VfB Stuttgart       |
| S 2   | Schorndorf – Endersbach – Fellbach – Waiblingen – Nürnberger Straße – Bad Cannstatt – Hauptbahnhof – Stadtmitte – Schwabstraße – Vaihingen – Rohr – Flughafen/Messe – Filderstadt (Verstärkerzüge im Berufsverkehr zwischen Schorndorf und Vaihingen.)                                             | 30-Minuten-Takt 15-Minuten-Takt in der HVZ |
| S 3   | Backnang – Winnenden – Waiblingen – Bad Cannstatt – Hauptbahnhof – Vaihingen – Rohr – Flughafen/Messe (Verstärkerzüge im Berufsverkehr zwischen Backnang und Vaihingen). | 30-Minuten-Takt 15-Minuten-Takt in der HVZ |